# Henri Garçon
 (avril 2019).
Si vous disposez d'ouvrages ou d'articles de référence ou si vous connaissez des sites web de qualité traitant du thème abordé ici, merci de compléter l'article en donnant les références utiles à sa vérifiabilité et en les liant à la section « Notes et références ».
Henri Garçon est un général français, né à Roubaix le 7 août 1866 et mort à Brives le 19 septembre 1944.

## Carrière militaire
Entre comme élève à l’École spéciale militaire de Saint-Cyr le 22 octobre 1884, y passe caporal un an plus tard et en sort sergent le 30 avril 1886, 43e sur 437. Il débute en Algérie au  2e Régiment de Zouaves comme sous-lieutenant le 1er octobre 1886 et y reste 10 ans jusqu’à son grade de capitaine.
Très estimé de ses chefs il est noté comme officier d’élite, actif et travailleur et se fait remarquer dans toutes les situations qu’il occupe. Admissible à l’École de guerre en 1892, il ne poursuivit pas ce projet. Rentré en France il est affecté au  124e Régiment d'Infanterie comme capitaine le 6 avril 1896, puis au  105e comme chef de bataillon le jour de Noël 1908 et au  129e comme major le 21 janvier 1910.
Il fait la campagne contre l’Allemagne dès août 1914 au  205e Régiment d'Infanterie aux armées du Nord et du Nord Est où il est lieutenant colonel TT (14 septembre 1914) puis lieutenant-colonel TD (25 décembre 1914). Le 10 mars 1916, il commande par intérim la 75e  brigade du 16e Régiment d'Infanterie, et 4 jours plus tard, est blessé au cuir chevelu d’un éclat d’obus au Mort-Homme au cours de l’attaque sous le bombardement le plus violent en donnant l’exemple, le révolver au poing. Promu colonel TT  quelques jours plus tard, il prend la direction de l’infanterie de la  166e Division le 23 décembre 1916 et est nommé colonel TD le 31. En 1917, il se bat en Belgique, à Guise, Verdun, La Somme, et  l’Aisne et est intoxiqué par les gaz les 26 et 27 avril 1917 à Rouge Maison. En 1918, il combat en Picardie.
En 1919, il commande la 80e brigade puis la 40e brigade ainsi que les subdivisions de Grandville et Saint-Malo. L’année suivante, il prend le commandement du 41e Régiment d'Infanterie et est promu général de brigade en juin 1922. Le 1er janvier 1924, il est maintenu dans son commandement de groupe de subdivisions (Vitré, Rennes, Saint-Malo et Grandville) où il restera jusqu’en août 1926, date à laquelle il est placé dans la section de réserve.

## Distinctions
- Grand officier de la Légion d'honneur (10 juillet 1934)[2]
- Croix de guerre 1914–1918
- Ordre du Bain (Grande-Bretagne)

## Famille
Henri Garçon a épousé Renée Bougrain, sœur du général Gabriel Bougrain, dont il eut deux filles.